# Moravskoslezská fotbalová liga 2025/2026
Moravskoslezská fotbalová liga 2025/2026 bude 35. ročníkem Moravskoslezské fotbalové ligy, která je jednou ze skupin 3. nejvyšší soutěže ve fotbale v Česku. Tento ročník začne v srpnu 2025 úvodním zápasem a skončí v červnu 2026.

## Týmy a stadiony
| Klub                               | Město                     | Stadiony                                 | Kapacita |
| ---------------------------------- | ------------------------- | ---------------------------------------- | -------- |
| FC Zlínsko                         | Otrokovice                | Fotbalový stadion ve Zlínské ulici       | 1000     |
| FC Hlučín                          | Hlučín                    | Městský fotbalový stadion Hlučín         | 2380     |
| SK Uničov                          | Uničov                    | Areál SK Uničov                          | 1500     |
| TJ Start Brno                      | Brno                      | Stadion TJ Start Brno                    | 550      |
| FK Hodonín                         | Hodonín                   | Stadion u Červených domků                | 5000     |
| FK Třinec                          | Třinec                    | Stadion Rudolfa Labaje                   | 2000     |
| FC Zlín B                          | Zlín                      | Areál Vlastislava Marečka                | 1000     |
| TJ Unie Hlubina                    | Ostrava                   | Stadion TJ Hlubina                       | 200      |
| FC Slovan Rosice                   | Rosice                    | Stadion FC Slovan Rosice                 | 1500     |
| 1. FC Slovácko B                   | Uherské Hradiště          | Na Bělince                               | 3000     |
| FK Frýdek-Místek                   | Frýdek-Místek             | Stadion Stovky                           | 12400    |
| FK Blansko                         | Blansko                   | Stadion na Údolní                        | 3500     |
| Zbrojovka Brno „B“                 | Brno                      | Městský fotbalový stadion Srbská         | 10200    |
| MFK Karviná B                      | Karviná                   | Sportovní centrum Kovona                 | 3000     |
| SK Sigma Olomouc „B“               | Olomouc                   | Andrův stadion                           | 12566    |
| FK SK Polanka nad Odrou            | Ostrava-Polanka nad Odrou | Stadion FK SK Polanka                    | 500      |
| MFK Vítkovice                      | Ostrava-Vítkovice         | Tréninkové centrum Vítek v Ostravě - Jih |          |
| FC Vsetín                          | Vsetín                    | Fotbalový stadion na Tyršově ulici       | 1000     |
| SFK Vrchovina Nové Město na Moravě | Nové Město na Moravě      | Hřiště SFK Vrchovina                     |          |

## Formát soutěže
V sezóně se utkalo 18 týmů každý s každým dvoukolovým systémem podzim–jaro. Vítěz SK Hanácká Slavia Kroměříž si vybojoval právo startu ve vyšší soutěži, tedy v Chance Národní lize (CNL). 

## Změny týmů oproti předchozímu ročníku
- Z FNL 2024/25 do MSFL sestoupilo mužstvo SK Sigma Olomouc „B“.
- Do CNL 2025/26 postoupilo mužstvo SK Hanácká Slavia Kroměříž.
- Z předchozího ročníku MSFL sestoupily do divizí týmy ČSK Uherský Brod, FC Strání a 1. SC Znojmo FK.
- Z divizí postoupily týmy FC Vsetín, SFK Vrchovina Nové Město na Moravě, SK Hranice, FK SK Polanka nad Odrou a MFK Vítkovice.
- Tým FC Slovan Rosice se ze soutěže odhlásil a bude hrát krajský přebor. Tým FC Zlínsko se ze soutěže odhlásil a bude hrát okresní přebor.

## Konečná tabulka
| Poř. | Tým                         | Z  | V | R | P | VG | OG | B |
| ---- | --------------------------- | -- | - | - | - | -- | -- | - |
| 1.   | SK Sigma Olomouc „B“ (S)    | 34 |   |   |   |    |    |   |
| 2.   | FK Třinec                   | 34 |   |   |   |    |    |   |
| 3.   | SK Uničov                   | 34 |   |   |   |    |    |   |
| 4.   | FK Hodonín                  | 34 |   |   |   |    |    |   |
| 5.   | FK Frýdek-Místek            | 34 |   |   |   |    |    |   |
| 6.   | TJ Unie Hlubina             | 34 |   |   |   |    |    |   |
| 7.   | FC Zbrojovka Brno „B“       | 34 |   |   |   |    |    |   |
| 8.   | FC Zlín B                   | 34 |   |   |   |    |    |   |
| 9.   | 1. FC Slovácko „B“          | 34 |   |   |   |    |    |   |
| 10.  | TJ Start Brno               | 34 |   |   |   |    |    |   |
| 11.  | FC Hlučín                   | 34 |   |   |   |    |    |   |
| 12.  | MFK Karviná „B“             | 34 |   |   |   |    |    |   |
| 13.  | FK Blansko                  | 34 |   |   |   |    |    |   |
| 14.  | FC Vsetín (N)               | 34 |   |   |   |    |    |   |
| 15.  | SK Hranice (N)              | 34 |   |   |   |    |    |   |
| 16.  | FK SK Polanka nad Odrou (N) | 34 |   |   |   |    |    |   |
| 17.  | MFK Vítkovice (N)           | 34 |   |   |   |    |    |   |
| 18.  | SFK Vrchovina (N)           | 34 |   |   |   |    |    |   |

|  | Postup do Chance:Národní ligy 2026/27 |
|  | Sestup do Divize D, E nebo F          |